# Rika Hiraki
Rika Hiraki (Beirute, 6 de dezembro de 1971) é uma ex-tenista profissional japonesa.

## Grand Slam Finais

### Duplas Mistas: 1 (1–0)
| Posição | Ano  | Campeonato    | Piso   | Parceiro        | Oponentes                      | Placar   |
| ------- | ---- | ------------- | ------ | --------------- | ------------------------------ | -------- |
| Campeã  | 1997 | Roland Garros | Saibro | Mahesh Bhupathi | Patrick Galbraith Lisa Raymond | 6–4, 6–1 |